# 8382 Mann
8382 Mann (1992 SQ26) là một tiểu hành tinh vành đai chính được phát hiện ngày 23 tháng 9 năm 1992 bởi F. Borngen ở Tautenburg.